# Frane Ikić
Frane Ikić (Zadar, 19. lipnja 1994.) je hrvatski nogometaš, mladi reprezentativac, koji trenutačno nastupa za NK Zadar na mjestu braniča.